# Lucjan Avgustini
Lucjan Avgustini, né le 28 août 1963 à Uroševac (Kosovo) et mort le 22 mai 2016 à Vau i Dejës en Albanie, est un prélat catholique albanais, évêque de Sapë (it) de 2006 à sa mort.

## Biographie
Après avoir étudié au petit séminaire de Subotica, il est ordonné prêtre le 15 août 1989 à Zagreb pour le diocèse de Skopje-Prizren (en).

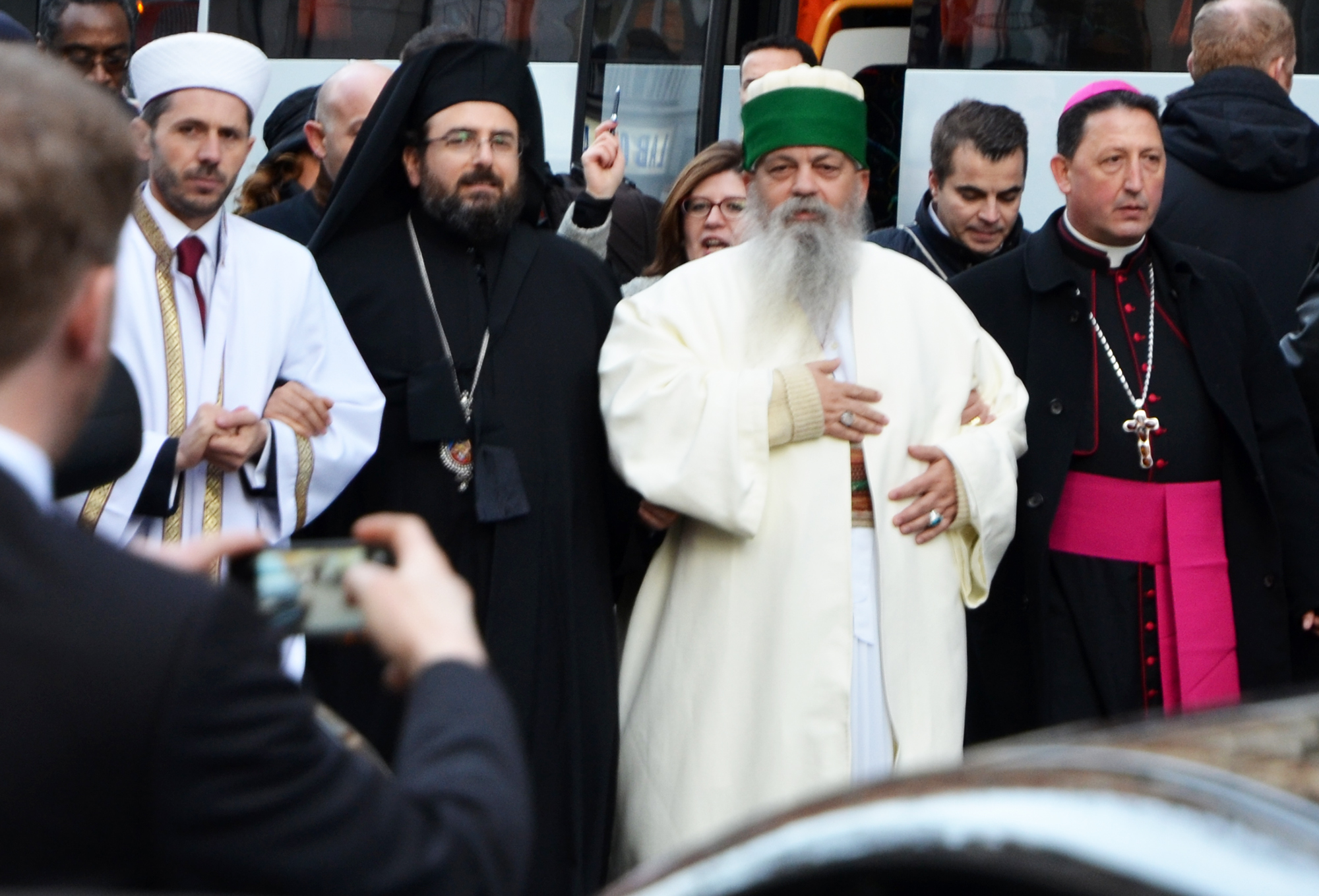
Mgr Avgustini (à droite) auprès de représentants sunnite, orthodoxe et bektachi lors de la marche contre le terrorisme à Paris, en 2015.

Après son ordination, il sert comme secrétaire de Mgr Nikë Preli, évêque auxiliaire contesté, puis, dès 1992, il devient recteur de la paroisse des Saints-Anges-Gardiens d'Uroševac. En 1994, il est envoyé comme prêtre fidei donum dans l'archidiocèse de Skadar, dont il devient curé de la cathédrale entre 1996 et 1998, puis vicaire général. Il écrit alors la Constitution nationale de l'enseignement catéchétique.
Le 12 décembre 2006, le pape Benoît XVI le nomme évêque de Sapë. Il est consacré le 5 janvier suivant par Mgr Angelo Massafra, assisté de NN.SS. Zef Gashi et Dodë Gjergji (en).
Il meurt le 22 mai 2016, terrassé par une maladie foudroyante.

## Référence
- (cs) Cet article est partiellement ou en totalité issu de l’article de Wikipédia en tchèque intitulé « Lucjan Avgustini » (voir la liste des auteurs).

1. ↑  (it) « Albania: è morto mons. Lucjan Avgustini, vescovo di Sapë e vicepresidente Cea », Servizio Informazione Religiosa (it), 23 mai 2016